# St. Johannes (Schwanewede)

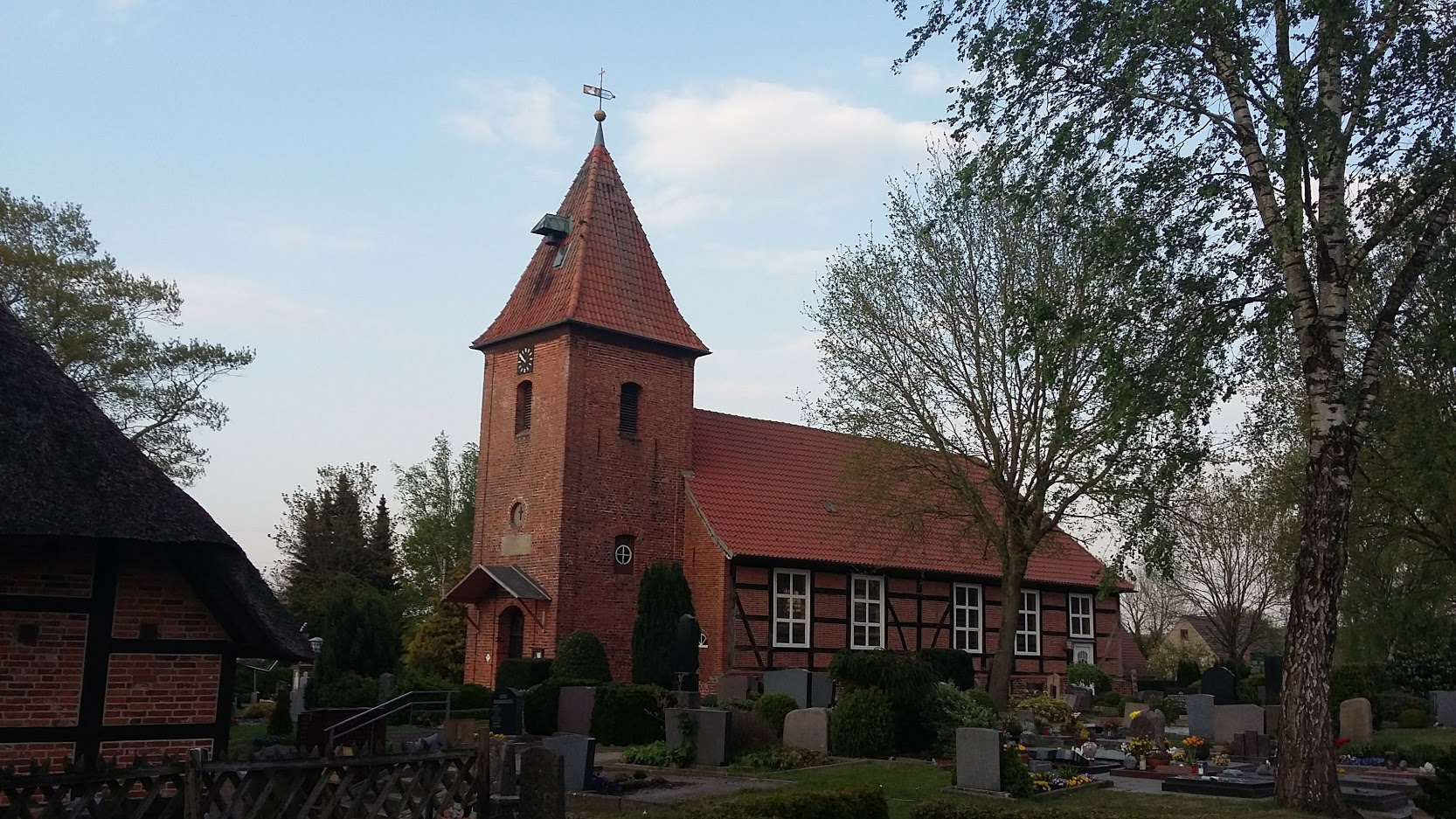
St. Johannes

Die evangelisch-lutherische denkmalgeschützte Kirche St. Johannes steht auf dem Kirchfriedhof in der Ortslage Hohenbuchen der Einheitsgemeinde Schwanewede im Landkreis Osterholz von Niedersachsen. Die Kirchengemeinde gehört zum Kirchenkreis Osterholz-Scharmbeck des Sprengels Stade der Evangelisch-lutherischen Landeskirche Hannovers.

## Beschreibung
Die Fachwerkkirche wurde 1761/62 erbaut. Ihre Gefache sind in Sichtmauerwerk ausgeführt. Das Kirchenschiff ist mit einem abgewalmten Satteldach bedeckt. Jede Längswand hat fünf Fenster, die Ostwand hat zwei. Der Kirchturm im Westen wurde auf quadratischem Grundriss aus Backsteinen errichtet. Er hat an den Ecken Lisenen und ist mit einem spitzen Pyramidendach bedeckt, das von einer Turmkugel bekrönt ist. Hinter den Klangarkaden im obersten Geschoss befindet sich der Glockenstuhl, in dem vier Kirchenglocken hängt. Der Innenraum hat dreiseitige Emporen.